# Phyllopectis crepitans
Phyllopectis crepitans är en insektsart som först beskrevs av Ludwig Redtenbacher 1892.  Phyllopectis crepitans ingår i släktet Phyllopectis och familjen vårtbitare. Inga underarter finns listade i Catalogue of Life.